# Opatovická borovice
Sedmikmenná Opatovická borovice je dominantou zámeckého parku ve Velkých Opatovicích. Je považovaná za jeden z unikátů kraje, ale jako památný strom vyhlášena nebyla, chráněný je totiž celý zámecký park.
Byla vyhlášena Stromem roku České republiky 2014.
V anketě Evropský strom roku 2015 získala 5. místo.
Je zřejmě nejstarší borovicí černou v České republice.
Podle pověsti se jedná o sedmihlavou saň, se kterou bojoval sv. Jiří, kterému je zasvěcený místní kostel. Proto se strom naklání na jednu stranu a má velkou ránu z boku. Podle pamětníků se borovici říkalo Julinka, protože pod ní na bílé lavičce sedávala hraběnka Julie Herbersteinová, poslední majitelka opatovického panství, pravnučka druhé manželky Napoleona Bonaparta. O borovici byla v roce 2014 napsána báje od Jarmily Klimešové.

## Základní údaje
- název: Opatovická borovice
- výška: 20 m[1], 21 m (2014)
- obvod u země: 455 cm (~2001)[1], 459 cm (2006)[3], 480 cm (2014)
- obvod nejsilnějšího kmene ve 130 cm: 337 cm[1]
- věk: 250 let[1]
- zvláštnosti: unikátní habitus, sedmikmenný strom
- chráněna: ano
- památný strom ČR: ne
- souřadnice: 49°36'36.65"N, 16°40'11.14"E

## Stav stromu a údržba
Borovice je pozoruhodná svým vzrůstem. Kmen se nízko nad zemí větví na pět samostatných kmenů, z nichž se středový, nejsilnější, větví ve výšce 8 metrů na další tři. Raritní rozvětvení (vícekmen od báze) je zřejmě následkem zlomení a ztráty růstového vrcholu u mladého stromu. Jde o statného jedince, který má vysokou okrasnou hodnotu, a proto si zasluhuje individuální ochranu. Jako mimořádný exemplář byla vybrána Botanickým ústavem Akademie věd za mateční strom pro sběr šišek a další množení borovice černé rakouské. Tento senescentní strom je na stanovišti vhodný a dlouhodobě udržitelný. Koruna je opatřena preventivní dynamickou vazbou.

## Památné a významné stromy v okolí
- Opatovická lípa
- Opatovické vejmutovky (významné stromy)
- Biskupická borovice (8 km SZ)
- Letovický buk (uhynul 2004)
- Svárovská alej – vítěz české ankety Alej roku 2020